# Oenopota harpularioides
Oenopota harpularioides is een slakkensoort uit de familie van de Mangeliidae. De wetenschappelijke naam van de soort is voor het eerst geldig gepubliceerd in 1987 door Golikov & Fedjakov in Golikov.